# Comuna Sveti Juraj na Bregu, Međimurje
Sveti Juraj na Bregu este o comună în cantonul Međimurje, Croația, având o populație de 5.090 de locuitori (2011).

## Demografie
Componența etnică a comunei Sveti Juraj na Bregu
     Croați (98,9%)
     Necunoscut (0,12%)
     Neclasificat (0,83%)
Componența confesională a comunei Sveti Juraj na Bregu
     Catolici (95,21%)
     Fără religie și atei (1,53%)
     Necunoscută (1,81%)
     Alte religii (1,45%)
Conform recensământului din 2011, comuna Sveti Juraj na Bregu avea 5.090 de locuitori. Din punct de vedere etnic, majoritatea locuitorilor (98,9%) erau croați. Apartenența etnică nu este cunoscută în cazul a 0,12% din locuitori. Din punct de vedere confesional, majoritatea locuitorilor (95,21%) erau catolici, cu o minoritate de persoane fără religie și atei (1,53%). Pentru 1,81% din locuitori nu este cunoscută apartenența confesională.